# Phlegmariurus funiformis
Phlegmariurus funiformis är en lummerväxtart som först beskrevs av Adelbert von Chamisso och Antoine Frédéric Spring, och fick sitt nu gällande namn av B. Øllg. Phlegmariurus funiformis ingår i släktet Phlegmariurus och familjen lummerväxter. Inga underarter finns listade i Catalogue of Life.